# Золоєв Теймураз Олександрович
Теймураз Олександрович Золоєв (20 листопада 1931, Орджонікідзе — 4 лютого 2019) — радянський, український кінорежисер та сценарист. Лауреат премії ім. М. В. Ломоносова АН СРСР (1973). Заслужений діяч мистецтв України (2000).

## Життєпис
Народився 20 листопада 1931 р. в м. Орджонікідзе в родині вчителя. Закінчив педагогічний інститут в м. Орджонікідзе (1954) та режисерський факультет Всесоюзного державного інституту кінематографії (1965).
Працював учителем на Уралі, потім в геологічній партії та на Свердловській кіностудії.
З 1965 р. — режисер Київської кіностудії науково-популярних фільмів.
З 1971 р. — режисер Одеської кіностудії.
Знявся в декількох епізодичних ролях.
Член Національної спілки кінематографістів України.
Помер після тяжкої та тривалої хвороби 4 лютого 2019 року.

## Фільмографія
Створив документальні та науково-популярні стрічки:
- «Гімнаст» (1966, І тіремія на Всесоюзному фестивалі спортивних фільмів 1967 р. у Москві; І премія Міжнародного фестивалю короткометражних фільмів 1967 р. в Оберхаузені; І приз Асоціації спортивної преси Міжнародного фестивалю спортивних фільмів 1967 р. в Кортіна д'Ампеццо)
- «Фехтувальники» (Золота медаль і Приз «Комсомольської правди» на II Всесоюзному кінофестивалі спортивних фільмів, Почесний диплом журі Міжнародного кінофестивалю спортивних фільмів 1967 р. в Кортіна д'Ампеццо)
- «Шахтарські бувальщини» (Срібна медаль за режисерську роботу, Москва, 1968)
- «Шахтарський характер» (Перший приз на кінофестивалі у Жданові та приз шахтарів Донбасу, нагорода на кінофестивалі фільмів про робітничий клас у Горькому)
- «Микола Амосов» (1971. Ломоносівська премія, II ст., 1973)
- «За і проти бокса»
- «Ода ботаниці» (1999, авт. сцен., реж.)
- «Кому повідаю печаль мою?» (1999, авт. сцен., реж.; фільм про Володимира Винниченка з телециклу «Обрані часом»)
- «Земле моє, доле моя» (2000)
- «Шлях до себе. Григорій Усач. Письменник» (2002)
- «Ти пам'ятаєш наші зустрічі?..» (2003, фільм про співачку Клавдію Шульженко з телециклу «Обрані часом»)
- «Друг мій Льонька» (2004, реж.; фільм про режисера Леоніда Осику, з телециклу «Обрані часом»)
- «Сергій Бондарчук. Батьківщина» (2004, реж.; з телециклу «Обрані часом»)
- «Брати Коломійченки» (2005, реж.; фільм про Михайла та Олексія Коломійченків з телециклу «Обрані часом») та ін.

Поставив художні фільми:
- «За твою долю» (1972)
- «Кожен день життя» (1973, співавт. сцен.)
- «Блакитний патруль» (1974, т/ф)
- «Відпустка, яка не відбулася» (1976, авт. сцен.)
- «Де ти був, Одіссею?» (1978, т/ф, 3 а)
- «Друге народження» (1980, т/ф, 2 а, співавт. сцен.)
- «Очікування полковника Шалигіна» (1981, авт. сцен.)
- «Весна надії» (1983, співавт. сцен.)
- «За два кроки від „Раю“» (1984)
- «Скарга» (1986)
- «Миленький ти мій...» (1991)
- «Хліб тієї зими» (2008)